# Černohorská vlajka

Černohorská vlajka
Poměr stran: 1:2

Černohorská námořní válečná vlajka
Poměr stran: 2:5

Vlajka Černé Hory byla přijata 12. července 2004 černohorskou Skupštinou, tedy ještě před vyhlášením samostatnosti na Srbsku. Vlajku tvoří červený list o poměru stran 1:2 se zlatým úplným lemováním o šířce 1/20 šířky vlajky. Ve středu vlajky je umístěn státní znak, jehož výška je rovna 2/3 šířky vlajky.
Státní znak navazuje na znak dynastie Petrovićů-Njegošů užívaný od roku 1905. Zlatý dvouhlavý orel drží v pravém pařátu zlaté žezlo, v levém pak zlatem okované modré říšské jablko s křížkem. Nad hlavami je umístěna královská koruna. Orel nese na hrudi modrý prsní štít se zlatým kráčejícím lvem na zelené patě.

Vlajka černohorského prezidenta Poměr stran: 1:1
Vlajka černohorského prezidenta (námořní) Poměr stran: 1:1
Černohorská lodní vlajka (Naval Jack) Poměr stran: 1:1

## Historie
Název Černá Hora se poprvé objevil na listině z roku 1435. Již v 10. století vzniklo na území dnešního státu Knížectví Zeta (od roku 1077 království), které se ve 13. století stalo součástí Srbska. Roku 1499 byla Zeta připojena k Osmanské říši, fakticky si ale země vysokých a těžko dostupných hor udržela nezávislost. Roku 1688 vypověděla Černá Hora s Osmanskou říší formální svazek a roku 1852 vyhlásil vladyka Danilo II. z dynastie Petrovićů-Njegošů knížectví a získal tak panovnické jméno kníže Danilo I. V roce 1851 zavedl osobní standartu, která je považována za předchůdce státní vlajky. Tvořil ji purpurový čtvercový list s korunovaným, dvouhlavým orlem, který držel nad zlatým kráčejícím lvem v pařátech žezlo a říšské jablko. Orel měl na prsou iniciály v cyrilici Д.I. (Danilo I.) Originál vlajky je dochován v muzeu v Cetinji.
Italský vexilolog Mario Fabretto se pokusil dle originálu vlajku rekonstruovat. Vlajka na obrázku však neodpovídá barevně této rekonstrukci.
Po úmrtí Danila I. roku 1860 převzal jeho nástupce Nikola I. vlajku téměř nezměněnou, pouze iniciály na hrudi orlice změnil na H. I. (znovu v cyrilici).
O rok později byla vlajka změněna na obdélníkový poměr stran s bílým okrajem. Na hrudi měl bílý štít s červenými iniciálami HI. Dle některých zdrojů byl štít žlutý (zlatý) a iniciály bílé (stříbrné). Knížecí vlajka plnila de facto i funkci státní vlajky.
V roce 1878 byla Černá Hora na Berlínském kongresu uznána jako plně nezávislý stát (Černohorské knížectví).

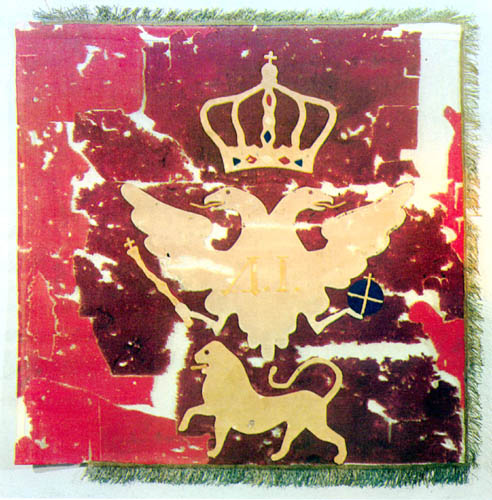
Originál standarty Danila I. (1851–1860) Poměr stran: ~1:1
Rekonstrukce vlajky Danila I. (1851–1860) Poměr stran: ~1:1
Vlajka Nikoly I. (1860–1861) Poměr stran: ~1:1
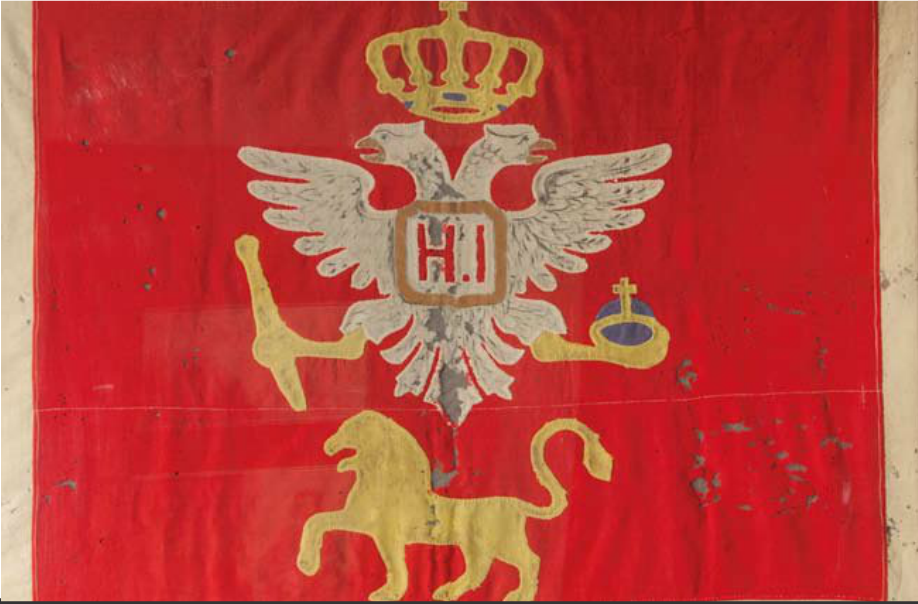
Vlajka Nikoly I. (1861–~1900) Poměr stran: ~2:3
Vlajka Nikoly I. (1861–~1900) Poměr stran: ~3:5, bez bílého okraje

Kolem roku 1900 došlo ke změně knížecí/státní vlajky. Novou vlajku tvořil list s poměrem stran přibližně 2:3 se třemi vodorovnými pruhy: červeným, modrým a bílým. Uprostřed vlajky, v červeném a modrém pruhu, byl bílý dvouhlavý orel s korunou a žlutou zbrojí. V pařátech držel žluté žezlo modro-žluté říšské jablko. Na hrudi měl červený štít se žlutými iniciálami HI. Pod orlem byl v bílém pruhu od žerdi kráčející lev.
28. srpna 1910 bylo vyhlášeno Království Černá Hora, přičemž se změnila i vlajka. Z bílého pruhu byl odstraněn lev a z hrudi orla štít s iniciály HI. V bílém pruhu se naopak červené iniciály H.I. nově objevily. Říšské jablko v pařátech bylo nově celé žluté.
Za I. světové války byla Černá Hora v letech 1916–1918 okupována Rakousko-Uherskem. Po osvobození země Srbskem ztratila země samostatnost nejprve částečně, později zcela. 26. listopadu 1918 se stala součástí Srbského království, resp. 1. prosince vzniklého Království Srbů, Chorvatů a Slovinců. Státní vlajkou Království SHS (oficiálně zavedeny 28. února 1922) se stal list se třemi vodorovnými pruhy: modrým, bílým a červeným. Doprostřed byl umístěn úplný státní znak, zasahující do všech pruhů (není obrázek), často se však užívala vlajka bez znaku. Černá Hora neužívala vlastní vlajku. 3. října 1929 byla země přejmenována na Království Jugoslávie, vlajka zůstala zachována. V letech 1941–1943 byla země okupována nejprve Itálií, poté do roku 1944 Německem.

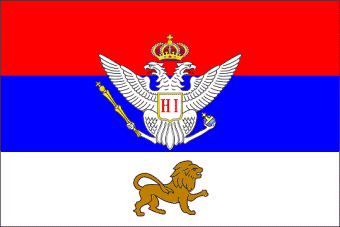
Vlajka Černohorského knížectví (~1900–1910) Poměr stran: ~2:3
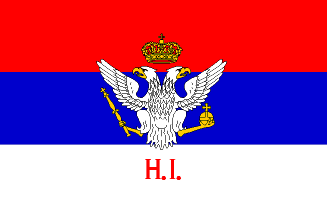
Vlajka Černohorského království (1910–1918) Poměr stran: ~2:3
Vlajka Království SHS (1918/22–1929) a Království Jugoslávie (1929–1945) Poměr stran: 2:3

4. prosince 1943 byla vyhlášena Demokratická Federativní republika Jugoslávie. Její vlajka (shodná s vlajkou užívanou již od roku 1941 jugoslávskými partyzány) byla asi od roku 1944 vyvěšována v Černé Hoře. Vlajka o poměru stran 1:2 byla shodná s vlajkou Království Jugoslávie (modro-bílo-červená trikolóra s vodorovnými pruhy) platnou de iure až do roku 1945, v bílém poli však byla umístěna červená, pěticípá hvězda.
29. listopadu 1943/45 byla vyhlášena Federativní lidová republika Jugoslávie a Černá Hora se stala svazovou republikou (Lidová republika Černá Hora). Ta byla na mezinárodním poli od 31. ledna 1946 reprezentována jugoslávskou vlajkou, na rozdíl od předchozího období však od stejného data užívala i svou vlastní, republikovou vlajku. Ta byla tvořena listem o poměru stran 1:2 se třemi vodorovnými pruhy: červeným, modrým a bílým. Uprostřed vlajky byla umístěna červená, žlutě lemovaná, pěticípá hvězda, zasahující do všech pruhů vlajky.
7. července 1963 se změnil oficiální název Jugoslávie na Socialistická federativní republika Jugoslávie a republiky Černá Hora na Socialistická republika Černá Hora. Jugoslávská vlajka i vlajka Černé Hory zůstaly zachovány.
Po rozpadu Jugoslávie se od Srbska odtrhly všechny svazové republiky. Pouze Černá Hora projevila zájem o setrvání ve federaci. 27. dubna 1992 vyhlásily Srbsko a Černá Hora Svazovou republiku Jugoslávie, jejíž vlajkou se stala bývalá jugoslávská vlajka, ovšem bez socialistické hvězdy. 4. února 2003 se země přejmenovala na Srbsko a Černá Hora, vlajka zůstala zachována.
Od 12. října 1992 se svazová země oficiálně jmenovala Republika Černá Hora. 29. prosince 1993 zavedla vlastní vlajku. Ze socialistické republikové vlajky byla odstraněna hvězda, poměr stran byl změněn na neobvyklých 1:3 a modrá barva byla změněna na plavetna, což je (údajně) heraldický termín pro nebesky modrou barvu.

Vlajka jugoslávských partyzánů a Demokratické Federativní republiky Jugoslávie (1941/43–1945) Poměr stran: 1:2
Jugoslávská vlajka (1946–1992) Poměr stran: 1:2
Vlajka socialistické republiky Černá Hora v rámci Jugoslávie (1946–1992) Poměr stran: 1:2
Vlajka Svazové republiky Jugoslávie (1992–2003) a Srbska a Černé Hory (2003–2006) Poměr stran: 1:2
Vlajka Republiky Černá Hora v rámci Svazové republiky Jugoslávie (1993–2003) a Srbska a Černé Hory (2003–2004) Poměr stran: 1:3

12. července 2004 přijala Černá Hora nový zákon o státních symbolech, vzor vlajky byl však zveřejněn až 16. září 2004. Novou, republikovou vlajkou v rámci dvoustátí Srbsko a Černá Hora se stala vlajka o poměru stran 1:2, která  se později stala vlajkou samostatné Černé Hory. 21. května 2006 bylo v referendu schváleno odtržení od Srbska a 3. června vyhlásil parlament Černé Hory nezávislost (15. června byla uznána i Srbskem, a následně i mezinárodním společenstvím). 28. června byla vlajka Černé Hory slavnostně vztyčena před sídlem OSN v New Yorku.

## Vlajky černohorských obcí

Administrativní členění Černé Hory

Černá hora se od roku 2022 člení na 25 samosprávných měst a obcí (opštin).

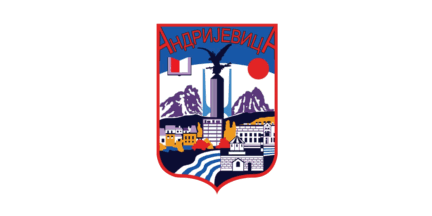
Andrijevica Poměr stran: 1:2
Bar Poměr stran: 1:2
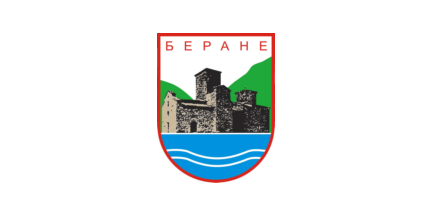
Berane (jedna z variant) Poměr stran: 1:2
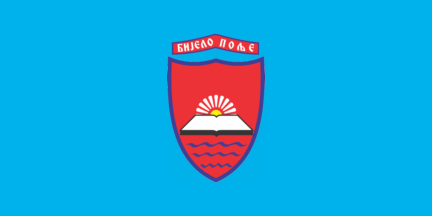
Bijelo Polje Poměr stran: 1:2
Budva Poměr stran: 1:2
Cetinje Poměr stran: 1:2
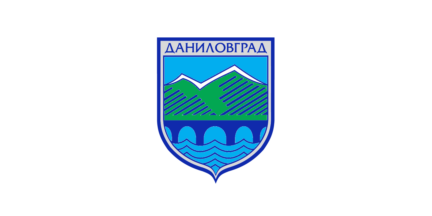
Danilovgrad (odlišná od zdroje) Poměr stran: 1:2
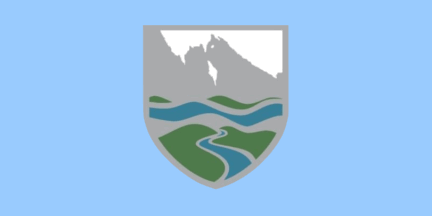
Gusinje Poměr stran: 1:2
Herceg Novi Poměr stran: 2:3
Kolašin
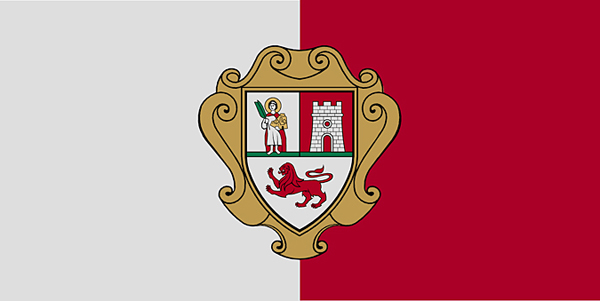
Kotor Poměr stran: 1:2
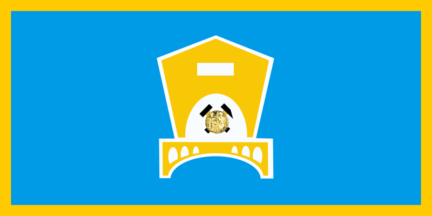
Mojkovac Poměr stran: 1:2
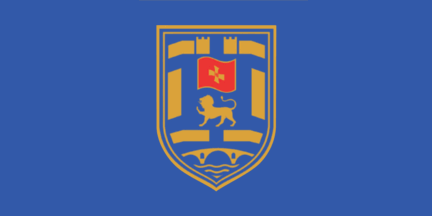
Nikšić Poměr stran: 1:2
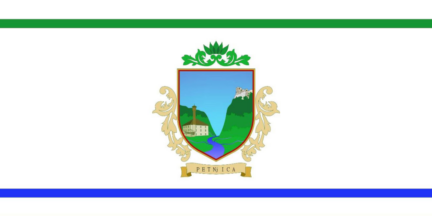
Petnjica Poměr stran: 1:2
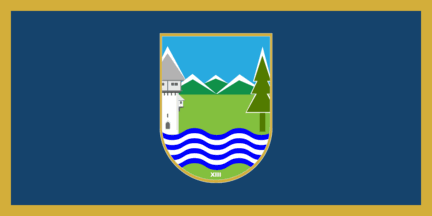
Plav Poměr stran: 1:2
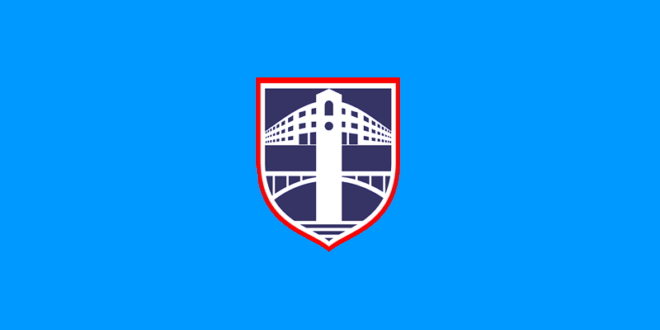
Pljevlja (zřejmě nová, neodpovídá zdroji) Poměr stran: 1:2
Plužine Poměr stran: 1:2
Vlajka Podgorice Poměr stran: 1:2
Rožaje Poměr stran: 1:2
Šavnik Poměr stran: 1:2
Tivat Poměr stran: 1:2
Tuzi (není ve zdroji) Poměr stran: 1:2
Ulcinj Poměr stran: 1:2
Zeta
Žabljak